# Europamästerskapet i vattenpolo för herrar 2024
Europamästerskapet i vattenpolo för herrar 2024 hölls i Dubrovnik och Zagreb i Kroatien mellan den 4 och 16 januari 2024. Det var den 36:e upplagan av europamästerskapet i vattenpolo för herrar.
Ursprungligen var Netanya i Israel vald till värd för turneringen. På grund av kriget mellan Hamas och Israel 2023 valde europeiska simsportförbundet dock att flytta mästerskapet.

## Kvalificerade lag
| Turnering               | Datum                     | Plats | Antal | Kvalificerade                                                                        |
| ----------------------- | ------------------------- | ----- | ----- | ------------------------------------------------------------------------------------ |
| Värdnation              | 13 maj 2022               | –     | 1     | Israel                                                                               |
| Europamästerskapet 2022 | 29 augusti – 10 september | Split | 8     | Kroatien · Ungern · Spanien · Italien · Grekland · Frankrike · Montenegro · Georgien |
| Kval                    | 23–25 juni 2023           | Flera | 7     | Nederländerna · Tyskland · Serbien · Rumänien · Slovenien · Malta · Slovakien        |

## Gruppspel

### Division 1

#### Grupp A
| Pos | Lag          | S | V | StrV | StrF | F | GM | IM | MS | P | Kvalificering |
| --- | ------------ | - | - | ---- | ---- | - | -- | -- | -- | - | ------------- |
| 1   | Spanien      | 3 | 2 | 0    | 1    | 0 | 32 | 27 | +5 | 7 | Kvartsfinal   |
| 2   | Kroatien (H) | 3 | 1 | 1    | 1    | 0 | 32 | 27 | +5 | 6 | Kvartsfinal   |
| 3   | Montenegro   | 3 | 0 | 2    | 0    | 1 | 33 | 35 | −2 | 4 | Slutspel      |
| 4   | Frankrike    | 3 | 0 | 0    | 1    | 2 | 23 | 31 | −8 | 1 | Slutspel      |

|       | 4 januari 2024 | Montenegro                  | 20 – 19                      | Frankrike | Bazen u Gružu                                                              |                                                                            |
| 17:00 | 17:00          | Matković 3                  | (2–4, 2–1, 3–2, 3–3) Rapport | Vernoux 4 | Dubrovnik Domare: Georgios Stavridis (Grekland) Raffaele Colombo (Italien) | Dubrovnik Domare: Georgios Stavridis (Grekland) Raffaele Colombo (Italien) |
| 17:00 | 17:00          |                             |                              |           | Dubrovnik Domare: Georgios Stavridis (Grekland) Raffaele Colombo (Italien) | Dubrovnik Domare: Georgios Stavridis (Grekland) Raffaele Colombo (Italien) |
| 17:00 | 17:00          | Straffsparksläggning 10 – 9 |                              |           | Dubrovnik Domare: Georgios Stavridis (Grekland) Raffaele Colombo (Italien) | Dubrovnik Domare: Georgios Stavridis (Grekland) Raffaele Colombo (Italien) |

|       | 4 januari 2024 | Spanien                    | 12 – 14                      | Kroatien         | Bazen u Gružu                                                              |                                                                            |
| 20:15 | 20:15          | fyra spelare 2             | (1–2, 5–2, 2–2, 1–3) Rapport | Bukić, Fatović 2 | Dubrovnik Domare: Vojin Putniković (Serbien) Tamás Kovács Csatlós (Ungern) | Dubrovnik Domare: Vojin Putniković (Serbien) Tamás Kovács Csatlós (Ungern) |
| 20:15 | 20:15          |                            |                              |                  | Dubrovnik Domare: Vojin Putniković (Serbien) Tamás Kovács Csatlós (Ungern) | Dubrovnik Domare: Vojin Putniković (Serbien) Tamás Kovács Csatlós (Ungern) |
| 20:15 | 20:15          | Straffsparksläggning 3 – 5 |                              |                  | Dubrovnik Domare: Vojin Putniković (Serbien) Tamás Kovács Csatlós (Ungern) | Dubrovnik Domare: Vojin Putniković (Serbien) Tamás Kovács Csatlós (Ungern) |

|       | 6 januari 2024 | Montenegro    | 12 – 14                      | Spanien    | Bazen u Gružu                                                              |                                                                            |
| 17:45 | 17:45          | tre spelare 3 | (2–4, 4–4, 3–2, 3–4) Rapport | Granados 5 | Dubrovnik Domare: Tamás Kovács Csatlós (Ungern) Raffaele Colombo (Italien) | Dubrovnik Domare: Tamás Kovács Csatlós (Ungern) Raffaele Colombo (Italien) |
| 17:45 | 17:45          |               |                              |            | Dubrovnik Domare: Tamás Kovács Csatlós (Ungern) Raffaele Colombo (Italien) | Dubrovnik Domare: Tamás Kovács Csatlós (Ungern) Raffaele Colombo (Italien) |
| 17:45 | 17:45          |               |                              |            | Dubrovnik Domare: Tamás Kovács Csatlós (Ungern) Raffaele Colombo (Italien) | Dubrovnik Domare: Tamás Kovács Csatlós (Ungern) Raffaele Colombo (Italien) |

|       | 6 januari 2024 | Kroatien | 12 – 7                       | Frankrike | Bazen u Gružu                                                              |                                                                            |
| 20:15 | 20:15          | Burić 3  | (3–1, 3–1, 4–3, 2–2) Rapport | Vernoux 3 | Dubrovnik Domare: Georgios Stavridis (Grekland) Vojin Putniković (Serbien) | Dubrovnik Domare: Georgios Stavridis (Grekland) Vojin Putniković (Serbien) |
| 20:15 | 20:15          |          |                              |           | Dubrovnik Domare: Georgios Stavridis (Grekland) Vojin Putniković (Serbien) | Dubrovnik Domare: Georgios Stavridis (Grekland) Vojin Putniković (Serbien) |
| 20:15 | 20:15          |          |                              |           | Dubrovnik Domare: Georgios Stavridis (Grekland) Vojin Putniković (Serbien) | Dubrovnik Domare: Georgios Stavridis (Grekland) Vojin Putniković (Serbien) |

|       | 8 januari 2024 | Spanien             | 9 – 6                        | Frankrike    | Bazen u Gružu                                                           |                                                                         |
| 17:45 | 17:45          | Granados, Perrone 3 | (1–1, 3–2, 3–1, 2–2) Rapport | Crousillat 2 | Dubrovnik Domare: Raffaele Colombo (Italien) Vojin Putniković (Serbien) | Dubrovnik Domare: Raffaele Colombo (Italien) Vojin Putniković (Serbien) |
| 17:45 | 17:45          |                     |                              |              | Dubrovnik Domare: Raffaele Colombo (Italien) Vojin Putniković (Serbien) | Dubrovnik Domare: Raffaele Colombo (Italien) Vojin Putniković (Serbien) |
| 17:45 | 17:45          |                     |                              |              | Dubrovnik Domare: Raffaele Colombo (Italien) Vojin Putniković (Serbien) | Dubrovnik Domare: Raffaele Colombo (Italien) Vojin Putniković (Serbien) |

|       | 8 januari 2024 | Montenegro                 | 15–13                        | Kroatien                 | Bazen u Gružu                                                                 |                                                                               |
| 20:15 | 20:15          | Đ. Radović 3               | (2–4, 3–1, 3–4, 3–2) Rapport | Marinić Kragić, Žuvela 3 | Dubrovnik Domare: Georgios Stavridis (Grekland) Tamás Kovács Csatlós (Ungern) | Dubrovnik Domare: Georgios Stavridis (Grekland) Tamás Kovács Csatlós (Ungern) |
| 20:15 | 20:15          |                            |                              |                          | Dubrovnik Domare: Georgios Stavridis (Grekland) Tamás Kovács Csatlós (Ungern) | Dubrovnik Domare: Georgios Stavridis (Grekland) Tamás Kovács Csatlós (Ungern) |
| 20:15 | 20:15          | Straffsparksläggning 4 – 2 |                              |                          | Dubrovnik Domare: Georgios Stavridis (Grekland) Tamás Kovács Csatlós (Ungern) | Dubrovnik Domare: Georgios Stavridis (Grekland) Tamás Kovács Csatlós (Ungern) |

#### Grupp B
| Pos | Lag      | S | V | StrV | StrF | F | GM | IM | MS  | P | Kvalificering |
| --- | -------- | - | - | ---- | ---- | - | -- | -- | --- | - | ------------- |
| 1   | Ungern   | 3 | 2 | 0    | 0    | 1 | 33 | 26 | +7  | 6 | Kvartsfinal   |
| 2   | Italien  | 3 | 2 | 0    | 0    | 1 | 42 | 23 | +19 | 6 | Kvartsfinal   |
| 3   | Grekland | 3 | 2 | 0    | 0    | 1 | 36 | 32 | +4  | 6 | Slutspel      |
| 4   | Georgien | 3 | 0 | 0    | 0    | 3 | 25 | 55 | −30 | 0 | Slutspel      |

|       | 4 januari 2024 | Georgien   | 5 – 22                       | Italien               | Bazen Mladost                                                    |                                                                  |
| 17:00 | 17:00          | Pjesivac 2 | (0–5, 2–6, 0–6, 3–5) Rapport | Di Fulvio, Fondelli 5 | Zagreb Domare: Tomislav Copić (Kroatien) Peter Radič (Slovakien) | Zagreb Domare: Tomislav Copić (Kroatien) Peter Radič (Slovakien) |
| 17:00 | 17:00          |            |                              |                       | Zagreb Domare: Tomislav Copić (Kroatien) Peter Radič (Slovakien) | Zagreb Domare: Tomislav Copić (Kroatien) Peter Radič (Slovakien) |
| 17:00 | 17:00          |            |                              |                       | Zagreb Domare: Tomislav Copić (Kroatien) Peter Radič (Slovakien) | Zagreb Domare: Tomislav Copić (Kroatien) Peter Radič (Slovakien) |

|       | 4 januari 2024 | Ungern   | 8 – 10                       | Grekland       | Bazen Mladost                                                                    |                                                                                  |
| 19:00 | 19:00          | Fekete 3 | (1–2, 2–3, 3–2, 2–3) Rapport | fyra spelare 2 | Zagreb Domare: Adrian-Tiberiu Alexandrescu (Rumänien) Julien Bourges (Frankrike) | Zagreb Domare: Adrian-Tiberiu Alexandrescu (Rumänien) Julien Bourges (Frankrike) |
| 19:00 | 19:00          |          |                              |                | Zagreb Domare: Adrian-Tiberiu Alexandrescu (Rumänien) Julien Bourges (Frankrike) | Zagreb Domare: Adrian-Tiberiu Alexandrescu (Rumänien) Julien Bourges (Frankrike) |
| 19:00 | 19:00          |          |                              |                | Zagreb Domare: Adrian-Tiberiu Alexandrescu (Rumänien) Julien Bourges (Frankrike) | Zagreb Domare: Adrian-Tiberiu Alexandrescu (Rumänien) Julien Bourges (Frankrike) |

|       | 6 januari 2024 | Georgien      | 11 – 15                      | Ungern | Bazen Mladost                                                            |                                                                          |
| 17:00 | 17:00          | Akhvlediani 3 | (2–5, 3–4, 6–4, 0–2) Rapport | Nagy 4 | Zagreb Domare: Siniša Matijašević (Montenegro) Tomislav Copić (Kroatien) | Zagreb Domare: Siniša Matijašević (Montenegro) Tomislav Copić (Kroatien) |
| 17:00 | 17:00          |               |                              |        | Zagreb Domare: Siniša Matijašević (Montenegro) Tomislav Copić (Kroatien) | Zagreb Domare: Siniša Matijašević (Montenegro) Tomislav Copić (Kroatien) |
| 17:00 | 17:00          |               |                              |        | Zagreb Domare: Siniša Matijašević (Montenegro) Tomislav Copić (Kroatien) | Zagreb Domare: Siniša Matijašević (Montenegro) Tomislav Copić (Kroatien) |

|       | 6 januari 2024 | Grekland       | 8 – 15                       | Italien    | Bazen Mladost                                                                      |                                                                                    |
| 19:00 | 19:00          | Vlachopoulos 3 | (2–4, 2–3, 2–5, 2–3) Rapport | Di Somma 5 | Zagreb Domare: Adrian-Tiberiu Alexandrescu (Rumänien) Pau Segurana Ferré (Spanien) | Zagreb Domare: Adrian-Tiberiu Alexandrescu (Rumänien) Pau Segurana Ferré (Spanien) |
| 19:00 | 19:00          |                |                              |            | Zagreb Domare: Adrian-Tiberiu Alexandrescu (Rumänien) Pau Segurana Ferré (Spanien) | Zagreb Domare: Adrian-Tiberiu Alexandrescu (Rumänien) Pau Segurana Ferré (Spanien) |
| 19:00 | 19:00          |                |                              |            | Zagreb Domare: Adrian-Tiberiu Alexandrescu (Rumänien) Pau Segurana Ferré (Spanien) | Zagreb Domare: Adrian-Tiberiu Alexandrescu (Rumänien) Pau Segurana Ferré (Spanien) |

|       | 8 januari 2024 | Georgien | 9 – 18                       | Grekland      | Bazen Mladost                                                         |                                                                       |
| 17:00 | 17:00          | Jelaca 6 | (2–5, 3–6, 3–3, 1–4) Rapport | tre spelare 3 | Zagreb Domare: Siniša Matijašević (Montenegro) Ruben Garcia (Schweiz) | Zagreb Domare: Siniša Matijašević (Montenegro) Ruben Garcia (Schweiz) |
| 17:00 | 17:00          |          |                              |               | Zagreb Domare: Siniša Matijašević (Montenegro) Ruben Garcia (Schweiz) | Zagreb Domare: Siniša Matijašević (Montenegro) Ruben Garcia (Schweiz) |
| 17:00 | 17:00          |          |                              |               | Zagreb Domare: Siniša Matijašević (Montenegro) Ruben Garcia (Schweiz) | Zagreb Domare: Siniša Matijašević (Montenegro) Ruben Garcia (Schweiz) |

|       | 8 januari 2024 | Ungern   | 10 – 5                       | Italien       | Bazen Mladost                                                         |                                                                       |
| 19:00 | 19:00          | Fekete 3 | (0–1, 3–0, 4–3, 3–1) Rapport | fem spelare 1 | Zagreb Domare: Boris Margeta (Slovenien) Pau Segurana Ferré (Spanien) | Zagreb Domare: Boris Margeta (Slovenien) Pau Segurana Ferré (Spanien) |
| 19:00 | 19:00          |          |                              |               | Zagreb Domare: Boris Margeta (Slovenien) Pau Segurana Ferré (Spanien) | Zagreb Domare: Boris Margeta (Slovenien) Pau Segurana Ferré (Spanien) |
| 19:00 | 19:00          |          |                              |               | Zagreb Domare: Boris Margeta (Slovenien) Pau Segurana Ferré (Spanien) | Zagreb Domare: Boris Margeta (Slovenien) Pau Segurana Ferré (Spanien) |

### Division 2

#### Grupp C
| Pos | Lag      | S | V | StrV | StrF | F | GM | IM | MS  | P | Kvalificering     |
| --- | -------- | - | - | ---- | ---- | - | -- | -- | --- | - | ----------------- |
| 1   | Serbien  | 3 | 3 | 0    | 0    | 0 | 57 | 11 | +46 | 9 | Slutspel          |
| 2   | Tyskland | 3 | 2 | 0    | 0    | 1 | 38 | 35 | +3  | 6 | Slutspel          |
| 3   | Malta    | 3 | 1 | 0    | 0    | 2 | 30 | 50 | −20 | 3 | Placeringsmatcher |
| 4   | Israel   | 3 | 0 | 0    | 0    | 3 | 20 | 49 | −29 | 0 | Placeringsmatcher |

|       | 5 januari 2024 | Serbien     | 22 – 1                       | Israel | Bazen Mladost                                                      |                                                                    |
| 17:00 | 17:00          | Radulović 4 | (6–0, 5–0, 5–1, 6–0) Rapport | Gros 1 | Zagreb Domare: Pau Segurana Ferre (Spanien) Ruben Garcia (Schweiz) | Zagreb Domare: Pau Segurana Ferre (Spanien) Ruben Garcia (Schweiz) |
| 17:00 | 17:00          |             |                              |        | Zagreb Domare: Pau Segurana Ferre (Spanien) Ruben Garcia (Schweiz) | Zagreb Domare: Pau Segurana Ferre (Spanien) Ruben Garcia (Schweiz) |
| 17:00 | 17:00          |             |                              |        | Zagreb Domare: Pau Segurana Ferre (Spanien) Ruben Garcia (Schweiz) | Zagreb Domare: Pau Segurana Ferre (Spanien) Ruben Garcia (Schweiz) |

|       | 5 januari 2024 | Tyskland | 18 – 13                      | Malta                  | Bazen Mladost                                                            |                                                                          |
| 19:00 | 19:00          | Chiru 5  | (6–5, 3–4, 6–2, 3–2) Rapport | Galea, Muscat Melito 4 | Zagreb Domare: Siniša Matijašević (Montenegro) Rik Evers (Nederländerna) | Zagreb Domare: Siniša Matijašević (Montenegro) Rik Evers (Nederländerna) |
| 19:00 | 19:00          |          |                              |                        | Zagreb Domare: Siniša Matijašević (Montenegro) Rik Evers (Nederländerna) | Zagreb Domare: Siniša Matijašević (Montenegro) Rik Evers (Nederländerna) |
| 19:00 | 19:00          |          |                              |                        | Zagreb Domare: Siniša Matijašević (Montenegro) Rik Evers (Nederländerna) | Zagreb Domare: Siniša Matijašević (Montenegro) Rik Evers (Nederländerna) |

|       | 7 januari 2024 | Malta      | 13 – 11                      | Israel | Bazen Mladost                                                      |                                                                    |
| 17:00 | 17:00          | Gialanze 4 | (2–5, 3–3, 3–2, 5–1) Rapport | Gros 4 | Zagreb Domare: Boris Margeta (Slovenien) Rik Evers (Nederländerna) | Zagreb Domare: Boris Margeta (Slovenien) Rik Evers (Nederländerna) |
| 17:00 | 17:00          |            |                              |        | Zagreb Domare: Boris Margeta (Slovenien) Rik Evers (Nederländerna) | Zagreb Domare: Boris Margeta (Slovenien) Rik Evers (Nederländerna) |
| 17:00 | 17:00          |            |                              |        | Zagreb Domare: Boris Margeta (Slovenien) Rik Evers (Nederländerna) | Zagreb Domare: Boris Margeta (Slovenien) Rik Evers (Nederländerna) |

|       | 7 januari 2024 | Serbien     | 14 – 6                       | Tyskland      | Bazen Mladost                                                     |                                                                   |
| 19:00 | 19:00          | Radulović 4 | (3–2, 5–2, 2–2, 4–0) Rapport | tre spelare 2 | Zagreb Domare: Julien Bourges (Frankrike) Peter Radič (Slovakien) | Zagreb Domare: Julien Bourges (Frankrike) Peter Radič (Slovakien) |
| 19:00 | 19:00          |             |                              |               | Zagreb Domare: Julien Bourges (Frankrike) Peter Radič (Slovakien) | Zagreb Domare: Julien Bourges (Frankrike) Peter Radič (Slovakien) |
| 19:00 | 19:00          |             |                              |               | Zagreb Domare: Julien Bourges (Frankrike) Peter Radič (Slovakien) | Zagreb Domare: Julien Bourges (Frankrike) Peter Radič (Slovakien) |

|       | 9 januari 2024 | Tyskland      | 14 – 8                       | Israel        | Bazen Mladost                                                    |                                                                  |
| 17:00 | 17:00          | tre spelare 3 | (6–3, 3–2, 3–1, 2–2) Rapport | Goldschmidt 3 | Zagreb Domare: Julien Bourges (Frankrike) Ruben Garcia (Schweiz) | Zagreb Domare: Julien Bourges (Frankrike) Ruben Garcia (Schweiz) |
| 17:00 | 17:00          |               |                              |               | Zagreb Domare: Julien Bourges (Frankrike) Ruben Garcia (Schweiz) | Zagreb Domare: Julien Bourges (Frankrike) Ruben Garcia (Schweiz) |
| 17:00 | 17:00          |               |                              |               | Zagreb Domare: Julien Bourges (Frankrike) Ruben Garcia (Schweiz) | Zagreb Domare: Julien Bourges (Frankrike) Ruben Garcia (Schweiz) |

|       | 9 januari 2024 | Serbien     | 21 – 4                       | Malta          | Bazen Mladost                                                      |                                                                    |
| 19:00 | 19:00          | Milojević 4 | (5–0, 6–1, 5–1, 5–2) Rapport | fyra spelare 1 | Zagreb Domare: Rik Evers (Nederländerna) Tomislav Copić (Kroatien) | Zagreb Domare: Rik Evers (Nederländerna) Tomislav Copić (Kroatien) |
| 19:00 | 19:00          |             |                              |                | Zagreb Domare: Rik Evers (Nederländerna) Tomislav Copić (Kroatien) | Zagreb Domare: Rik Evers (Nederländerna) Tomislav Copić (Kroatien) |
| 19:00 | 19:00          |             |                              |                | Zagreb Domare: Rik Evers (Nederländerna) Tomislav Copić (Kroatien) | Zagreb Domare: Rik Evers (Nederländerna) Tomislav Copić (Kroatien) |

#### Grupp D
| Pos | Lag           | S | V | StrV | StrF | F | GM | IM | MS  | P | Kvalificering     |
| --- | ------------- | - | - | ---- | ---- | - | -- | -- | --- | - | ----------------- |
| 1   | Rumänien      | 3 | 3 | 0    | 0    | 0 | 33 | 20 | +13 | 9 | Slutspel          |
| 2   | Nederländerna | 3 | 2 | 0    | 0    | 1 | 48 | 25 | +23 | 6 | Slutspel          |
| 3   | Slovakien     | 3 | 1 | 0    | 0    | 2 | 24 | 32 | −8  | 3 | Placeringsmatcher |
| 4   | Slovenien     | 3 | 0 | 0    | 0    | 3 | 19 | 47 | −28 | 0 | Placeringsmatcher |

|       | 5 januari 2024 | Slovakien | 11 – 7                       | Slovenien | Bazen u Gružu                                                        |                                                                      |
| 17:45 | 17:45          | Tkáč 4    | (5–2, 0–1, 2–2, 4–2) Rapport | Kadivec 3 | Dubrovnik Domare: Massimo Angileri (Italien) Eurico Silva (Portugal) | Dubrovnik Domare: Massimo Angileri (Italien) Eurico Silva (Portugal) |
| 17:45 | 17:45          |           |                              |           | Dubrovnik Domare: Massimo Angileri (Italien) Eurico Silva (Portugal) | Dubrovnik Domare: Massimo Angileri (Italien) Eurico Silva (Portugal) |
| 17:45 | 17:45          |           |                              |           | Dubrovnik Domare: Massimo Angileri (Italien) Eurico Silva (Portugal) | Dubrovnik Domare: Massimo Angileri (Italien) Eurico Silva (Portugal) |

|       | 5 januari 2024 | Slovakien             | 8 – 12                       | Slovenien | Bazen u Gružu                                                           |                                                                         |
| 20:15 | 20:15          | De Weerd, Ten Broek 2 | (1–3, 3–3, 3–4, 1–2) Rapport | Fulea 4   | Dubrovnik Domare: Levan Berishvili (Georgien) Hendrik Schopp (Tyskland) | Dubrovnik Domare: Levan Berishvili (Georgien) Hendrik Schopp (Tyskland) |
| 20:15 | 20:15          |                       |                              |           | Dubrovnik Domare: Levan Berishvili (Georgien) Hendrik Schopp (Tyskland) | Dubrovnik Domare: Levan Berishvili (Georgien) Hendrik Schopp (Tyskland) |
| 20:15 | 20:15          |                       |                              |           | Dubrovnik Domare: Levan Berishvili (Georgien) Hendrik Schopp (Tyskland) | Dubrovnik Domare: Levan Berishvili (Georgien) Hendrik Schopp (Tyskland) |

|       | 7 januari 2024 | Rumänien    | 13 – 5                       | Slovenien     | Bazen u Gružu                                                      |                                                                    |
| 17:45 | 17:45          | Georgescu 3 | (6–1, 2–2, 2–1, 3–1) Rapport | fem spelare 1 | Dubrovnik Domare: Levan Berishvili (Georgien) Tal Shildan (Israel) | Dubrovnik Domare: Levan Berishvili (Georgien) Tal Shildan (Israel) |
| 17:45 | 17:45          |             |                              |               | Dubrovnik Domare: Levan Berishvili (Georgien) Tal Shildan (Israel) | Dubrovnik Domare: Levan Berishvili (Georgien) Tal Shildan (Israel) |
| 17:45 | 17:45          |             |                              |               | Dubrovnik Domare: Levan Berishvili (Georgien) Tal Shildan (Israel) | Dubrovnik Domare: Levan Berishvili (Georgien) Tal Shildan (Israel) |

|       | 7 januari 2024 | Slovakien | 6 – 17                       | Nederländerna | Bazen u Gružu                                                       |                                                                     |
| 20:15 | 20:15          | Baláž 3   | (1–5, 3–4, 2–3, 0–5) Rapport | Ten Broek 4   | Dubrovnik Domare: Hendrik Schopp (Tyskland) Eurico Silva (Portugal) | Dubrovnik Domare: Hendrik Schopp (Tyskland) Eurico Silva (Portugal) |
| 20:15 | 20:15          |           |                              |               | Dubrovnik Domare: Hendrik Schopp (Tyskland) Eurico Silva (Portugal) | Dubrovnik Domare: Hendrik Schopp (Tyskland) Eurico Silva (Portugal) |
| 20:15 | 20:15          |           |                              |               | Dubrovnik Domare: Hendrik Schopp (Tyskland) Eurico Silva (Portugal) | Dubrovnik Domare: Hendrik Schopp (Tyskland) Eurico Silva (Portugal) |

|       | 9 januari 2024 | Slovakien           | 7 – 8                        | Rumänien | Bazen u Gružu                                                    |                                                                  |
| 17:45 | 17:45          | Baláž, Marek Tkáč 2 | (1–1, 3–3, 3–2, 0–2) Rapport | Fulea 4  | Dubrovnik Domare: Hendrik Schopp (Tyskland) Tal Shildan (Israel) | Dubrovnik Domare: Hendrik Schopp (Tyskland) Tal Shildan (Israel) |
| 17:45 | 17:45          |                     |                              |          | Dubrovnik Domare: Hendrik Schopp (Tyskland) Tal Shildan (Israel) | Dubrovnik Domare: Hendrik Schopp (Tyskland) Tal Shildan (Israel) |
| 17:45 | 17:45          |                     |                              |          | Dubrovnik Domare: Hendrik Schopp (Tyskland) Tal Shildan (Israel) | Dubrovnik Domare: Hendrik Schopp (Tyskland) Tal Shildan (Israel) |

|       | 9 januari 2024 | Nederländerna                | 23 – 7                       | Slovenien    | Bazen u Gružu                                                        |                                                                      |
| 20:15 | 20:15          | Ten Broek, Van der Weijden 5 | (7–2, 4–1, 8–3, 4–1) Rapport | Stefanović 3 | Dubrovnik Domare: Massimo Angileri (Italien) Eurico Silva (Portugal) | Dubrovnik Domare: Massimo Angileri (Italien) Eurico Silva (Portugal) |
| 20:15 | 20:15          |                              |                              |              | Dubrovnik Domare: Massimo Angileri (Italien) Eurico Silva (Portugal) | Dubrovnik Domare: Massimo Angileri (Italien) Eurico Silva (Portugal) |
| 20:15 | 20:15          |                              |                              |              | Dubrovnik Domare: Massimo Angileri (Italien) Eurico Silva (Portugal) | Dubrovnik Domare: Massimo Angileri (Italien) Eurico Silva (Portugal) |

## Slutspel
|  | Slutspel      | Slutspel   |            |        | Kvartsfinaler | Kvartsfinaler |    |  | Semifinaler | Semifinaler |  |  | Final | Final |
|  |               |            |            |        |               |               |    |  |             |             |  |  |       |       |
|  |               |            |            |        |               |               |    |  |             |             |  |  |       |       |
|  |               |            |            |        |               |               |    |  |             |             |  |  |       |       |
|  |               |            |            |        |               |               |    |  |             |             |  |  |       |       |
|  | 12 januari    |            |            |        |               |               |    |  |             |             |  |  |       |       |
|  |               |            |            |        |               |               |    |  |             |             |  |  |       |       |
|  | Ungern (Str.) | 10 (5)     |            |        |               |               |    |  |             |             |  |  |       |       |
|  | Ungern (Str.) | 10 (5)     | 10 januari |        |               |               |    |  |             |             |  |  |       |       |
|  |               |            | Serbien    | 10 (4) |               |               |    |  |             |             |  |  |       |       |
|  | Frankrike     | 10         | Serbien    | 10 (4) |               |               |    |  |             |             |  |  |       |       |
|  | Frankrike     | 10         | 14 januari |        |               |               |    |  |             |             |  |  |       |       |
|  | Serbien       | 14         |            |        |               |               |    |  |             |             |  |  |       |       |
|  | Serbien       | 14         | Ungern     | 8      |               |               |    |  |             |             |  |  |       |       |
|  |               |            | Ungern     | 8      |               |               |    |  |             |             |  |  |       |       |
|  |               | Kroatien   | 11         |        |               |               |    |  |             |             |  |  |       |       |
|  |               | Kroatien   | 11         |        |               |               |    |  |             |             |  |  |       |       |
|  | 12 januari    |            |            |        |               |               |    |  |             |             |  |  |       |       |
|  |               |            |            |        |               |               |    |  |             |             |  |  |       |       |
|  | Kroatien      | 13         |            |        |               |               |    |  |             |             |  |  |       |       |
|  | Kroatien      | 13         | 11 januari |        |               |               |    |  |             |             |  |  |       |       |
|  |               |            | Grekland   | 8      |               |               |    |  |             |             |  |  |       |       |
|  | Grekland      | 15         | Grekland   | 8      |               |               |    |  |             |             |  |  |       |       |
|  | Grekland      | 15         | 16 januari |        |               |               |    |  |             |             |  |  |       |       |
|  | Nederländerna | 10         |            |        |               |               |    |  |             |             |  |  |       |       |
|  | Nederländerna | 10         | Kroatien   | 10     |               |               |    |  |             |             |  |  |       |       |
|  |               |            | Kroatien   | 10     |               |               |    |  |             |             |  |  |       |       |
|  |               | Spanien    | 11         |        |               |               |    |  |             |             |  |  |       |       |
|  |               | Spanien    | 11         |        |               |               |    |  |             |             |  |  |       |       |
|  | 12 januari    |            |            |        |               |               |    |  |             |             |  |  |       |       |
|  |               |            |            |        |               |               |    |  |             |             |  |  |       |       |
|  | Spanien       | 24         |            |        |               |               |    |  |             |             |  |  |       |       |
|  | Spanien       | 24         | 11 januari |        |               |               |    |  |             |             |  |  |       |       |
|  |               |            | Rumänien   | 7      |               |               |    |  |             |             |  |  |       |       |
|  | Georgien      | 11         | Rumänien   | 7      |               |               |    |  |             |             |  |  |       |       |
|  | Georgien      | 11         | 14 januari |        |               |               |    |  |             |             |  |  |       |       |
|  | Rumänien      | 18         |            |        |               |               |    |  |             |             |  |  |       |       |
|  | Rumänien      | 18         | Spanien    | 7      |               |               |    |  |             |             |  |  |       |       |
|  |               |            | Spanien    | 7      |               |               |    |  |             |             |  |  |       |       |
|  |               | Italien    | 4          |        | Bronsmatch    | Bronsmatch    |    |  |             |             |  |  |       |       |
|  |               | Italien    | 4          |        | Bronsmatch    | Bronsmatch    |    |  |             |             |  |  |       |       |
|  | 12 januari    | 12 januari |            |        | 16 januari    | 16 januari    |    |  |             |             |  |  |       |       |
|  | 12 januari    | 12 januari |            |        | 16 januari    | 16 januari    |    |  |             |             |  |  |       |       |
|  | Italien       | 14         | Ungern     | 7      |               |               |    |  |             |             |  |  |       |       |
|  | Italien       | 14         | Ungern     | 7      | 10 januari    |               |    |  |             |             |  |  |       |       |
|  |               |            | Montenegro | 8      |               | Italien       | 12 |  |             |             |  |  |       |       |
|  | Montenegro    | 10         | Montenegro | 8      |               | Italien       | 12 |  |             |             |  |  |       |       |
|  | Montenegro    | 10         |            |        |               |               |    |  |             |             |  |  |       |       |
|  | Tyskland      | 5          |            |        |               |               |    |  |             |             |  |  |       |       |
|  | Tyskland      | 5          |            |        |               |               |    |  |             |             |  |  |       |       |

### Slutspel
|       | 10 januari 2024 | Frankrike | 10 – 14                      | Serbien            | Bazen Mladost                                                         |                                                                       |
| 18:30 | 18:30           | Vernoux 3 | (2–3, 4–3, 1–3, 3–5) Rapport | Drašović, Mandić 4 | Zagreb Domare: Boris Margeta (Slovenien) Pau Segurana Ferré (Spanien) | Zagreb Domare: Boris Margeta (Slovenien) Pau Segurana Ferré (Spanien) |
| 18:30 | 18:30           |           |                              |                    | Zagreb Domare: Boris Margeta (Slovenien) Pau Segurana Ferré (Spanien) | Zagreb Domare: Boris Margeta (Slovenien) Pau Segurana Ferré (Spanien) |
| 18:30 | 18:30           |           |                              |                    | Zagreb Domare: Boris Margeta (Slovenien) Pau Segurana Ferré (Spanien) | Zagreb Domare: Boris Margeta (Slovenien) Pau Segurana Ferré (Spanien) |

|       | 10 januari 2024 | Montenegro | 10 – 5                       | Tyskland     | Bazen Mladost                                                                    |                                                                                  |
| 20:15 | 20:15           | Ukropina 3 | (3–1, 3–2, 4–1, 0–1) Rapport | Strelezkij 3 | Zagreb Domare: Adrian-Tiberiu Alexandrescu (Rumänien) Julien Bourges (Frankrike) | Zagreb Domare: Adrian-Tiberiu Alexandrescu (Rumänien) Julien Bourges (Frankrike) |
| 20:15 | 20:15           |            |                              |              | Zagreb Domare: Adrian-Tiberiu Alexandrescu (Rumänien) Julien Bourges (Frankrike) | Zagreb Domare: Adrian-Tiberiu Alexandrescu (Rumänien) Julien Bourges (Frankrike) |
| 20:15 | 20:15           |            |                              |              | Zagreb Domare: Adrian-Tiberiu Alexandrescu (Rumänien) Julien Bourges (Frankrike) | Zagreb Domare: Adrian-Tiberiu Alexandrescu (Rumänien) Julien Bourges (Frankrike) |

|       | 11 januari 2024 | Grekland      | 15 – 10                      | Nederländerna | Bazen Mladost                                                           |                                                                         |
| 17:00 | 17:00           | Genidounias 5 | (5–3, 4–2, 3–3, 3–2) Rapport | Te Riele 4    | Zagreb Domare: Vojin Putniković (Serbien) Tamás Kovács Csatlós (Ungern) | Zagreb Domare: Vojin Putniković (Serbien) Tamás Kovács Csatlós (Ungern) |
| 17:00 | 17:00           |               |                              |               | Zagreb Domare: Vojin Putniković (Serbien) Tamás Kovács Csatlós (Ungern) | Zagreb Domare: Vojin Putniković (Serbien) Tamás Kovács Csatlós (Ungern) |
| 17:00 | 17:00           |               |                              |               | Zagreb Domare: Vojin Putniković (Serbien) Tamás Kovács Csatlós (Ungern) | Zagreb Domare: Vojin Putniković (Serbien) Tamás Kovács Csatlós (Ungern) |

|       | 11 januari 2024 | Georgien | 11 – 18                      | Rumänien    | Bazen Mladost                                                           |                                                                         |
| 19:00 | 19:00           | Vasić 3  | (1–5, 3–5, 2–3, 5–5) Rapport | Georgescu 5 | Zagreb Domare: Georgios Stavridis (Grekland) Raffaele Colombo (Italien) | Zagreb Domare: Georgios Stavridis (Grekland) Raffaele Colombo (Italien) |
| 19:00 | 19:00           |          |                              |             | Zagreb Domare: Georgios Stavridis (Grekland) Raffaele Colombo (Italien) | Zagreb Domare: Georgios Stavridis (Grekland) Raffaele Colombo (Italien) |
| 19:00 | 19:00           |          |                              |             | Zagreb Domare: Georgios Stavridis (Grekland) Raffaele Colombo (Italien) | Zagreb Domare: Georgios Stavridis (Grekland) Raffaele Colombo (Italien) |

### Kvartsfinaler
|       | 12 januari 2024 | Ungern                     | 15 – 14                      | Serbien        | Bazen Mladost                                                                      |                                                                                    |
| 15:00 | 15:00           | Vigvári 4                  | (3–3, 2–2, 4–3, 1–2) Rapport | fyra spelare 2 | Zagreb Domare: Adrian-Tiberiu Alexandrescu (Rumänien) Pau Segurana Ferré (Spanien) | Zagreb Domare: Adrian-Tiberiu Alexandrescu (Rumänien) Pau Segurana Ferré (Spanien) |
| 15:00 | 15:00           |                            |                              |                | Zagreb Domare: Adrian-Tiberiu Alexandrescu (Rumänien) Pau Segurana Ferré (Spanien) | Zagreb Domare: Adrian-Tiberiu Alexandrescu (Rumänien) Pau Segurana Ferré (Spanien) |
| 15:00 | 15:00           | Straffsparksläggning 5 – 4 |                              |                | Zagreb Domare: Adrian-Tiberiu Alexandrescu (Rumänien) Pau Segurana Ferré (Spanien) | Zagreb Domare: Adrian-Tiberiu Alexandrescu (Rumänien) Pau Segurana Ferré (Spanien) |

|       | 12 januari 2024 | Spanien    | 24 – 7                       | Rumänien    | Bazen Mladost                                                       |                                                                     |
| 16:30 | 16:30           | Granados 6 | (6–2, 4–2, 7–1, 7–2) Rapport | Belenyesi 2 | Zagreb Domare: Julien Bourges (Frankrike) Tomislav Copić (Kroatien) | Zagreb Domare: Julien Bourges (Frankrike) Tomislav Copić (Kroatien) |
| 16:30 | 16:30           |            |                              |             | Zagreb Domare: Julien Bourges (Frankrike) Tomislav Copić (Kroatien) | Zagreb Domare: Julien Bourges (Frankrike) Tomislav Copić (Kroatien) |
| 16:30 | 16:30           |            |                              |             | Zagreb Domare: Julien Bourges (Frankrike) Tomislav Copić (Kroatien) | Zagreb Domare: Julien Bourges (Frankrike) Tomislav Copić (Kroatien) |

|       | 12 januari 2024 | Kroatien         | 13 – 8                       | Grekland                      | Bazen Mladost                                                       |                                                                     |
| 18:30 | 18:30           | Marinić Kragić 4 | (3–3, 2–3, 4–0, 4–2) Rapport | Argyropoulos, Papanastasiou 2 | Zagreb Domare: Boris Margeta (Slovenien) Raffaele Colombo (Italien) | Zagreb Domare: Boris Margeta (Slovenien) Raffaele Colombo (Italien) |
| 18:30 | 18:30           |                  |                              |                               | Zagreb Domare: Boris Margeta (Slovenien) Raffaele Colombo (Italien) | Zagreb Domare: Boris Margeta (Slovenien) Raffaele Colombo (Italien) |
| 18:30 | 18:30           |                  |                              |                               | Zagreb Domare: Boris Margeta (Slovenien) Raffaele Colombo (Italien) | Zagreb Domare: Boris Margeta (Slovenien) Raffaele Colombo (Italien) |

|       | 12 januari 2024 | Italien    | 14 – 8                       | Montenegro   | Bazen Mladost                                                              |                                                                            |
| 20:15 | 20:15           | Di Somma 4 | (3–4, 5–0, 3–1, 3–3) Rapport | Đ. Radović 2 | Zagreb Domare: Georgios Stavridis (Grekland) Tamás Kovács Csatlós (Ungern) | Zagreb Domare: Georgios Stavridis (Grekland) Tamás Kovács Csatlós (Ungern) |
| 20:15 | 20:15           |            |                              |              | Zagreb Domare: Georgios Stavridis (Grekland) Tamás Kovács Csatlós (Ungern) | Zagreb Domare: Georgios Stavridis (Grekland) Tamás Kovács Csatlós (Ungern) |
| 20:15 | 20:15           |            |                              |              | Zagreb Domare: Georgios Stavridis (Grekland) Tamás Kovács Csatlós (Ungern) | Zagreb Domare: Georgios Stavridis (Grekland) Tamás Kovács Csatlós (Ungern) |

### Semifinaler
|       | 14 januari 2024 | Spanien             | 7 – 4                        | Italien   | Bazen Mladost                                                          |                                                                        |
| 16:30 | 16:30           | Granados, Perrone 2 | (2–1, 2–0, 1–0, 2–3) Rapport | Condemi 2 | Zagreb Domare: Boris Margeta (Slovenien) Georgios Stavridis (Grekland) | Zagreb Domare: Boris Margeta (Slovenien) Georgios Stavridis (Grekland) |
| 16:30 | 16:30           |                     |                              |           | Zagreb Domare: Boris Margeta (Slovenien) Georgios Stavridis (Grekland) | Zagreb Domare: Boris Margeta (Slovenien) Georgios Stavridis (Grekland) |
| 16:30 | 16:30           |                     |                              |           | Zagreb Domare: Boris Margeta (Slovenien) Georgios Stavridis (Grekland) | Zagreb Domare: Boris Margeta (Slovenien) Georgios Stavridis (Grekland) |

|       | 14 januari 2024 | Ungern              | 8 – 11                       | Kroatien         | Bazen Mladost                                                                    |                                                                                  |
| 18:30 | 18:30           | Nagy, Vi. Vigvári 3 | (2–2, 0–2, 4–3, 2–4) Rapport | Marinić Kragić 3 | Zagreb Domare: Adrian-Tiberiu Alexandrescu (Rumänien) Vojin Putniković (Serbien) | Zagreb Domare: Adrian-Tiberiu Alexandrescu (Rumänien) Vojin Putniković (Serbien) |
| 18:30 | 18:30           |                     |                              |                  | Zagreb Domare: Adrian-Tiberiu Alexandrescu (Rumänien) Vojin Putniković (Serbien) | Zagreb Domare: Adrian-Tiberiu Alexandrescu (Rumänien) Vojin Putniković (Serbien) |
| 18:30 | 18:30           |                     |                              |                  | Zagreb Domare: Adrian-Tiberiu Alexandrescu (Rumänien) Vojin Putniković (Serbien) | Zagreb Domare: Adrian-Tiberiu Alexandrescu (Rumänien) Vojin Putniković (Serbien) |

### Bronsmatch
|       | 16 januari 2024 | Ungern        | 7 – 12                       | Italien               | Bazen Mladost                                                                    |                                                                                  |
| 18:30 | 18:30           | Vi. Vigvári 3 | (1–4, 2–4, 1–2, 3–2) Rapport | Echenique, Fondelli 3 | Zagreb Domare: Adrian-Tiberiu Alexandrescu (Rumänien) Vojin Putniković (Serbien) | Zagreb Domare: Adrian-Tiberiu Alexandrescu (Rumänien) Vojin Putniković (Serbien) |
| 18:30 | 18:30           |               |                              |                       | Zagreb Domare: Adrian-Tiberiu Alexandrescu (Rumänien) Vojin Putniković (Serbien) | Zagreb Domare: Adrian-Tiberiu Alexandrescu (Rumänien) Vojin Putniković (Serbien) |
| 18:30 | 18:30           |               |                              |                       | Zagreb Domare: Adrian-Tiberiu Alexandrescu (Rumänien) Vojin Putniković (Serbien) | Zagreb Domare: Adrian-Tiberiu Alexandrescu (Rumänien) Vojin Putniković (Serbien) |

### Final
|       | 16 januari 2024 | Kroatien | 10 – 11                      | Spanien              | Bazen Mladost                                                          |                                                                        |
| 20:15 | 20:15           | Bukić 4  | (5–3, 2–3, 3–2, 0–3) Rapport | Granados, Sanahuja 3 | Zagreb Domare: Boris Margeta (Slovenien) Georgios Stavridis (Grekland) | Zagreb Domare: Boris Margeta (Slovenien) Georgios Stavridis (Grekland) |
| 20:15 | 20:15           |          |                              |                      | Zagreb Domare: Boris Margeta (Slovenien) Georgios Stavridis (Grekland) | Zagreb Domare: Boris Margeta (Slovenien) Georgios Stavridis (Grekland) |
| 20:15 | 20:15           |          |                              |                      | Zagreb Domare: Boris Margeta (Slovenien) Georgios Stavridis (Grekland) | Zagreb Domare: Boris Margeta (Slovenien) Georgios Stavridis (Grekland) |

## Placeringsmatcher

### 13:e–16:e plats
|  | Semifinaler om plats 13–16 | Semifinaler om plats 13–16 |                     |    | Match om 15:e plats | Match om 15:e plats |
|  |                            |                            |                     |    |                     |                     |
|  | 11 januari                 |                            |                     |    |                     |                     |
|  |                            |                            |                     |    |                     |                     |
|  | Malta                      | 8                          |                     |    |                     |                     |
|  | Malta                      | 8                          | 13 januari          |    |                     |                     |
|  | Slovenien                  | 10                         |                     |    |                     |                     |
|  | Slovenien                  | 10                         | Slovenien           | 10 |                     |                     |
|  | 11 januari                 |                            | Slovenien           | 10 |                     |                     |
|  |                            | Slovakien                  | 14                  |    |                     |                     |
|  | Slovakien                  | Slovakien                  | 14                  | 15 |                     |                     |
|  | Slovakien                  |                            |                     | 15 |                     |                     |
|  | Israel                     | 9                          |                     |    |                     |                     |
|  | Israel                     | 9                          | Match om 13:e plats |    |                     |                     |
|  |                            |                            |                     |    |                     |                     |
|  | 13 januari                 |                            |                     |    |                     |                     |
|  |                            |                            |                     |    |                     |                     |
|  | Malta (Str.)               | 12 (5)                     |                     |    |                     |                     |
|  | Malta (Str.)               | 12 (5)                     |                     |    |                     |                     |
|  | Israel                     | 12 (4)                     |                     |    |                     |                     |

#### Semifinaler om plats 13–16
|       | 11 januari 2024 | Slovakien | 15 – 9                       | Israel        | Bazen u Gružu                                                           |                                                                         |
| 17:45 | 17:45           | Furman 6  | (4–2, 1–3, 4–0, 6–4) Rapport | Goldschmidt 4 | Dubrovnik Domare: Levan Berishvili (Georgien) Rik Evers (Nederländerna) | Dubrovnik Domare: Levan Berishvili (Georgien) Rik Evers (Nederländerna) |
| 17:45 | 17:45           |           |                              |               | Dubrovnik Domare: Levan Berishvili (Georgien) Rik Evers (Nederländerna) | Dubrovnik Domare: Levan Berishvili (Georgien) Rik Evers (Nederländerna) |
| 17:45 | 17:45           |           |                              |               | Dubrovnik Domare: Levan Berishvili (Georgien) Rik Evers (Nederländerna) | Dubrovnik Domare: Levan Berishvili (Georgien) Rik Evers (Nederländerna) |

|       | 11 januari 2024 | Slovenien | 10 – 8                       | Malta     | Bazen u Gružu                                                               |                                                                             |
| 20:15 | 20:15           | Troppan 4 | (2–2, 4–3, 2–1, 2–2) Rapport | Cutajar 4 | Dubrovnik Domare: Hendrik Schopp (Tyskland) Siniša Matijašević (Montenegro) | Dubrovnik Domare: Hendrik Schopp (Tyskland) Siniša Matijašević (Montenegro) |
| 20:15 | 20:15           |           |                              |           | Dubrovnik Domare: Hendrik Schopp (Tyskland) Siniša Matijašević (Montenegro) | Dubrovnik Domare: Hendrik Schopp (Tyskland) Siniša Matijašević (Montenegro) |
| 20:15 | 20:15           |           |                              |           | Dubrovnik Domare: Hendrik Schopp (Tyskland) Siniša Matijašević (Montenegro) | Dubrovnik Domare: Hendrik Schopp (Tyskland) Siniša Matijašević (Montenegro) |

#### Match om 15:e plats
|       | 13 januari 2024 | Israel                     | 16 – 17                      | Malta    | Bazen u Gružu                                                     |                                                                   |
| 11:15 | 11:15           | Goldschmidt 3              | (4–4, 3–1, 2–2, 3–5) Rapport | Muscat 6 | Dubrovnik Domare: Eurico Silva (Portugal) Peter Radič (Slovakien) | Dubrovnik Domare: Eurico Silva (Portugal) Peter Radič (Slovakien) |
| 11:15 | 11:15           |                            |                              |          | Dubrovnik Domare: Eurico Silva (Portugal) Peter Radič (Slovakien) | Dubrovnik Domare: Eurico Silva (Portugal) Peter Radič (Slovakien) |
| 11:15 | 11:15           | Straffsparksläggning 4 – 5 |                              |          | Dubrovnik Domare: Eurico Silva (Portugal) Peter Radič (Slovakien) | Dubrovnik Domare: Eurico Silva (Portugal) Peter Radič (Slovakien) |

#### Match om 13:e plats
|       | 13 januari 2024 | Slovakien | 14 – 10                      | Slovenien      | Bazen u Gružu                                                   |                                                                 |
| 13:30 | 13:30           | Baláž 5   | (3–2, 4–2, 3–4, 4–2) Rapport | Lah, Troppan 3 | Dubrovnik Domare: Tal Shildan (Israel) Massimo Angileri (Malta) | Dubrovnik Domare: Tal Shildan (Israel) Massimo Angileri (Malta) |
| 13:30 | 13:30           |           |                              |                | Dubrovnik Domare: Tal Shildan (Israel) Massimo Angileri (Malta) | Dubrovnik Domare: Tal Shildan (Israel) Massimo Angileri (Malta) |
| 13:30 | 13:30           |           |                              |                | Dubrovnik Domare: Tal Shildan (Israel) Massimo Angileri (Malta) | Dubrovnik Domare: Tal Shildan (Israel) Massimo Angileri (Malta) |

### 9:e–12:e plats
|  | Semifinaler om plats 9–12 | Semifinaler om plats 9–12 |                     |    | Match om 9:e plats | Match om 9:e plats |
|  |                           |                           |                     |    |                    |                    |
|  | 13 januari                |                           |                     |    |                    |                    |
|  |                           |                           |                     |    |                    |                    |
|  | Frankrike                 | 16                        |                     |    |                    |                    |
|  | Frankrike                 | 16                        | 15 januari          |    |                    |                    |
|  | Nederländerna             | 9                         |                     |    |                    |                    |
|  | Nederländerna             | 9                         | Frankrike           | 12 |                    |                    |
|  | 13 januari                |                           | Frankrike           | 12 |                    |                    |
|  |                           | Georgien                  | 6                   |    |                    |                    |
|  | Georgien                  | Georgien                  | 6                   | 15 |                    |                    |
|  | Georgien                  |                           |                     | 15 |                    |                    |
|  | Tyskland                  | 10                        |                     |    |                    |                    |
|  | Tyskland                  | 10                        | Match om 11:e plats |    |                    |                    |
|  |                           |                           |                     |    |                    |                    |
|  | 15 januari                |                           |                     |    |                    |                    |
|  |                           |                           |                     |    |                    |                    |
|  | Nederländerna             | 16                        |                     |    |                    |                    |
|  | Nederländerna             | 16                        |                     |    |                    |                    |
|  | Tyskland                  | 10                        |                     |    |                    |                    |

#### Semifinaler om plats 9–12
|       | 13 januari 2024 | Frankrike | 16 – 9                       | Nederländerna | Bazen u Gružu                                                           |                                                                         |
| 15:45 | 15:45           | Vernoux 5 | (4–2, 4–3, 4–2, 4–2) Rapport | Muller 3      | Dubrovnik Domare: Levan Berishvili (Georgien) Hendrik Schopp (Tyskland) | Dubrovnik Domare: Levan Berishvili (Georgien) Hendrik Schopp (Tyskland) |
| 15:45 | 15:45           |           |                              |               | Dubrovnik Domare: Levan Berishvili (Georgien) Hendrik Schopp (Tyskland) | Dubrovnik Domare: Levan Berishvili (Georgien) Hendrik Schopp (Tyskland) |
| 15:45 | 15:45           |           |                              |               | Dubrovnik Domare: Levan Berishvili (Georgien) Hendrik Schopp (Tyskland) | Dubrovnik Domare: Levan Berishvili (Georgien) Hendrik Schopp (Tyskland) |

|       | 13 januari 2024 | Georgien | 15 – 10                      | Tyskland     | Bazen u Gružu                                                               |                                                                             |
| 18:00 | 18:00           | Vasić 5  | (1–2, 5–4, 2–3, 7–1) Rapport | Strelezkij 4 | Dubrovnik Domare: Siniša Matijašević (Montenegro) Rik Evers (Nederländerna) | Dubrovnik Domare: Siniša Matijašević (Montenegro) Rik Evers (Nederländerna) |
| 18:00 | 18:00           |          |                              |              | Dubrovnik Domare: Siniša Matijašević (Montenegro) Rik Evers (Nederländerna) | Dubrovnik Domare: Siniša Matijašević (Montenegro) Rik Evers (Nederländerna) |
| 18:00 | 18:00           |          |                              |              | Dubrovnik Domare: Siniša Matijašević (Montenegro) Rik Evers (Nederländerna) | Dubrovnik Domare: Siniša Matijašević (Montenegro) Rik Evers (Nederländerna) |

#### Match om 11:e plats
|       | 15 januari 2024 | Nederländerna              | 16 – 10                      | Tyskland | Bazen u Gružu                                                                       |                                                                                     |
| 17:45 | 17:45           | Koopman, Van der Weijden 4 | (5–2, 6–5, 3–2, 2–1) Rapport | Chiru 5  | Dubrovnik Domare: Siniša Matijašević (MNE) (Montenegro) Levan Berishvili (Georgien) | Dubrovnik Domare: Siniša Matijašević (MNE) (Montenegro) Levan Berishvili (Georgien) |
| 17:45 | 17:45           |                            |                              |          | Dubrovnik Domare: Siniša Matijašević (MNE) (Montenegro) Levan Berishvili (Georgien) | Dubrovnik Domare: Siniša Matijašević (MNE) (Montenegro) Levan Berishvili (Georgien) |
| 17:45 | 17:45           |                            |                              |          | Dubrovnik Domare: Siniša Matijašević (MNE) (Montenegro) Levan Berishvili (Georgien) | Dubrovnik Domare: Siniša Matijašević (MNE) (Montenegro) Levan Berishvili (Georgien) |

#### Match om 9:e plats
|       | 15 januari 2024 | Frankrike | 12 – 6                       | Georgien                      | Bazen u Gružu                                                         |                                                                       |
| 20:15 | 20:15           | Vernoux 5 | (2–1, 3–1, 3–3, 4–1) Rapport | Akhvlediani, Dzikhtsiarenka 2 | Dubrovnik Domare: Rik Evers (Nederländerna) Hendrik Schopp (Tyskland) | Dubrovnik Domare: Rik Evers (Nederländerna) Hendrik Schopp (Tyskland) |
| 20:15 | 20:15           |           |                              |                               | Dubrovnik Domare: Rik Evers (Nederländerna) Hendrik Schopp (Tyskland) | Dubrovnik Domare: Rik Evers (Nederländerna) Hendrik Schopp (Tyskland) |
| 20:15 | 20:15           |           |                              |                               | Dubrovnik Domare: Rik Evers (Nederländerna) Hendrik Schopp (Tyskland) | Dubrovnik Domare: Rik Evers (Nederländerna) Hendrik Schopp (Tyskland) |

### 5:e–8:e plats
|  | Semifinaler om plats 5–8 | Semifinaler om plats 5–8 |                    |    | Match om 5:e plats | Match om 5:e plats |
|  |                          |                          |                    |    |                    |                    |
|  | 14 januari               |                          |                    |    |                    |                    |
|  |                          |                          |                    |    |                    |                    |
|  | Serbien                  | 10                       |                    |    |                    |                    |
|  | Serbien                  | 10                       | 16 januari         |    |                    |                    |
|  | Grekland                 | 12                       |                    |    |                    |                    |
|  | Grekland                 | 12                       | Grekland           | 15 |                    |                    |
|  | 14 januari               |                          | Grekland           | 15 |                    |                    |
|  |                          | Montenegro               | 10                 |    |                    |                    |
|  | Rumänien                 | Montenegro               | 10                 | 11 |                    |                    |
|  | Rumänien                 |                          |                    | 11 |                    |                    |
|  | Montenegro               | 18                       |                    |    |                    |                    |
|  | Montenegro               | 18                       | Match om 7:e plats |    |                    |                    |
|  |                          |                          |                    |    |                    |                    |
|  | 16 januari               |                          |                    |    |                    |                    |
|  |                          |                          |                    |    |                    |                    |
|  | Serbien                  | 18                       |                    |    |                    |                    |
|  | Serbien                  | 18                       |                    |    |                    |                    |
|  | Rumänien                 | 7                        |                    |    |                    |                    |

#### Semifinaler om plats 5–8
|       | 14 januari 2024 | Serbien  | 10 – 12                      | Grekland                  | Bazen Mladost                                                           |                                                                         |
| 15:00 | 15:00           | Mandić 3 | (5–3, 2–4, 1–1, 2–4) Rapport | Fountoulis, Genidounias 3 | Zagreb Domare: Tamás Kovács Csatlós (Ungern) Julien Bourges (Frankrike) | Zagreb Domare: Tamás Kovács Csatlós (Ungern) Julien Bourges (Frankrike) |
| 15:00 | 15:00           |          |                              |                           | Zagreb Domare: Tamás Kovács Csatlós (Ungern) Julien Bourges (Frankrike) | Zagreb Domare: Tamás Kovács Csatlós (Ungern) Julien Bourges (Frankrike) |
| 15:00 | 15:00           |          |                              |                           | Zagreb Domare: Tamás Kovács Csatlós (Ungern) Julien Bourges (Frankrike) | Zagreb Domare: Tamás Kovács Csatlós (Ungern) Julien Bourges (Frankrike) |

|       | 14 januari 2024 | Rumänien    | 11 – 18                      | Montenegro   | Bazen Mladost                                                   |                                                                 |
| 20:15 | 20:15           | Georgescu 3 | (3–4, 3–5, 2–4, 3–5) Rapport | Đ. Radović 4 | Zagreb Domare: Ruben Garcia (Schweiz) Tomislav Copić (Kroatien) | Zagreb Domare: Ruben Garcia (Schweiz) Tomislav Copić (Kroatien) |
| 20:15 | 20:15           |             |                              |              | Zagreb Domare: Ruben Garcia (Schweiz) Tomislav Copić (Kroatien) | Zagreb Domare: Ruben Garcia (Schweiz) Tomislav Copić (Kroatien) |
| 20:15 | 20:15           |             |                              |              | Zagreb Domare: Ruben Garcia (Schweiz) Tomislav Copić (Kroatien) | Zagreb Domare: Ruben Garcia (Schweiz) Tomislav Copić (Kroatien) |

#### Match om 7:e plats
|       | 16 januari 2024 | Serbien         | 18 – 7                       | Rumänien    | Bazen Mladost                                                        |                                                                      |
| 15:00 | 15:00           | Lazić, Mandić 4 | (5–1, 3–2, 4–1, 6–3) Rapport | Vranceanu 2 | Zagreb Domare: Raffaele Colombo (Italien) Julien Bourges (Frankrike) | Zagreb Domare: Raffaele Colombo (Italien) Julien Bourges (Frankrike) |
| 15:00 | 15:00           |                 |                              |             | Zagreb Domare: Raffaele Colombo (Italien) Julien Bourges (Frankrike) | Zagreb Domare: Raffaele Colombo (Italien) Julien Bourges (Frankrike) |
| 15:00 | 15:00           |                 |                              |             | Zagreb Domare: Raffaele Colombo (Italien) Julien Bourges (Frankrike) | Zagreb Domare: Raffaele Colombo (Italien) Julien Bourges (Frankrike) |

#### Match om 5:e plats
|       | 16 januari 2024 | Grekland      | 15 – 10                      | Montenegro    | Bazen Mladost                                                             |                                                                           |
| 18:30 | 18:30           | Genidounias 4 | (6–2, 2–3, 1–2, 6–3) Rapport | tre spelare 2 | Zagreb Domare: Tamás Kovács Csatlós (Ungern) Pau Segurana Ferré (Spanien) | Zagreb Domare: Tamás Kovács Csatlós (Ungern) Pau Segurana Ferré (Spanien) |
| 18:30 | 18:30           |               |                              |               | Zagreb Domare: Tamás Kovács Csatlós (Ungern) Pau Segurana Ferré (Spanien) | Zagreb Domare: Tamás Kovács Csatlós (Ungern) Pau Segurana Ferré (Spanien) |
| 18:30 | 18:30           |               |                              |               | Zagreb Domare: Tamás Kovács Csatlós (Ungern) Pau Segurana Ferré (Spanien) | Zagreb Domare: Tamás Kovács Csatlós (Ungern) Pau Segurana Ferré (Spanien) |

## Slutställning
| Placering | Lag           |
| --------- | ------------- |
| 1         | Spanien       |
| 2         | Kroatien      |
| 3         | Italien       |
| 4         | Ungern        |
| 5         | Grekland      |
| 6         | Montenegro    |
| 7         | Serbien       |
| 8         | Rumänien      |
| 9         | Frankrike     |
| 10        | Georgien      |
| 11        | Nederländerna |
| 12        | Tyskland      |
| 13        | Slovakien     |
| 14        | Slovenien     |
| 15        | Malta         |
| 16        | Israel        |

|  | Kvalificerad till olympiska sommarspelen 2024 |